# NGC 4231
NGC 4231 este o radiogalaxie situată în constelația Câinii de Vânătoare. A fost descoperită în 9 martie 1788 de către William Herschel. Se află la o distanță de 109 megaparseci de Pământ.